# Anthonore Christensen
Anthonie Eleonore Christensen (kaldet Anthonore, født Tscherning 5. juli 1849 i København, død 27. august 1926 i Usserød) var en dansk blomstermaler, søster til Sara Ulrik og Eilert Tscherning.
Frøken A.E. Tscherning var datter af politikeren oberst Anton Frederik Tscherning og Eleonore Christine født Lützow. Moren, også malerinde, var hendes vejlederinde også i malerkunsten, hvori hun dog tillige undervistes af blomstermalerinden Emma Thomsen. I 1869 foretog hun i forening med moderen en rejse til Tyskland, Norditalien og Paris, til hvilken grosserer, etatsråd O.B. Suhr for største delen ydede midlerne.
Efter hjemkomsten blev hun 4. oktober 1871 gift med dr. phil. Richard Christensen og rejste straks efter, med understøttelse fra Den Hielmstierne-Rosencroneske Stiftelse for to år, til Italien med sin mand. Deres ægteskab havde knap varet fem år, da manden ved et ulykkeligt tilfælde kom af dage.
Fru Christensen begyndte at udstille 1867 under sit pigenavn og vakte straks opmærksomhed ved sine på én gang friske og med omhyggelighed udførte billeder. Året efter solgte hun Voxende Anemoner, tidligt Foraar til Den Kongelige Malerisamling. Under sin store bryllups- og studierejse udstillede hun intet, men fra 1874 udstillede hun på ny, som fru Christensen, tydelig nok udviklet og modnet på rejsen, med mere afvekslende motiver, for en stor del fra Syden. Kunstnerindens udprægede forkærlighed for friluftsstudier måtte hurtig føre hende tilbage til hjemmets natur, uden at derfor rejsens indflydelse gik tabt; i en stor række billeder har hun udviklet sig rolig og tilegnet sig malerisk frihed uden at opgive den stræben efter formsikkerhed, som blomstermaleriet vanskelig kan undvære. Ved konkursen for den Neuhausenske Præmie i 1887 tilkendtes denne hende for Et Kurvelaag med afskaarne Roser.
Hun er begravet på Holmens Kirkegård.